# Curia ducis
L'espressione latina curia ducis (letteralmente, "curia del duca") indica un organo politico-amministrativo deputato al disbrigo di alcune funzioni politiche nelle città italiane del Medioevo, rette in forma di ducato. L'istituzione, risalente ai ducati longobardi, sopravvisse e si sviluppò soprattutto nella Repubblica di Venezia.

## Ducati longobardi
Una curia ducis esistette in diverse città italiane, soprattutto in quelle che furono sedi di duchi longobardi.
Ad esempio, la curia ducis di Milano che era situata nei pressi di piazza Cordusio, mentre quella di Brescia, secondo una tradizione risalente al Malvezzi (1729), fu costruita dal primo duca Alachis I. Per quanto riguarda la posizione di quest'ultima, nei lavori di scavo dell'attuale piazza della Vittoria, avvenuti negli anni trenta del XX secolo, furono rinvenuti i resti di un edificio con annesso ampliamento murario di epoca tardoantica o altomedievale. Secondo Brogiolo (1993) potrebbero essere associati ad un palazzo pubblico costruito in epoca ostrogota e quindi reimpiegato dai longobardi.

## Repubblica di Venezia
Nell'ordinamento giudiziario più antico del Ducato di Venezia la Curia ducis era l'organo deputato ad assistere il Doge nell'amministrazione della giustizia. La curia si componeva da judices provenienti dal ceto patrizio e partecipavano non solo ai placiti, ma anche a decisione politiche e amministrative.
Col declinare del potere ducale e il progressivo formarsi della Repubblica di Venezia, la Curia ducis vide ridimensionato il suo ruolo e si evolse nelle sei Corti di palazzo, magistrature con semplici funzioni giudiziarie.